# لافونتين جانا
لافونتين جانا (بالألمانية: La Jana)‏ هي ممثلة ألمانية، ولدت في 24 فبراير 1905 في النمسا، وتوفيت في 13 مارس 1940 ببرلين في ألمانيا بسبب ذات الرئة.

## وصلات خارجية
- لافونتين جانا على موقع IMDb (الإنجليزية)
- لافونتين جانا على موقع روتن توميتوز (الإنجليزية)
- لافونتين جانا على موقع ألو سيني (الفرنسية)
- لافونتين جانا على موقع ميوزك برينز (الإنجليزية)
- لافونتين جانا على موقع قاعدة بيانات الأفلام السويدية (السويدية)
- لافونتين جانا على موقع قاعدة بيانات الفيلم (الإنجليزية)
- لافونتين جانا على موقع كينوبويسك (الروسية)